# لينغ جي
لينغ جي (بالصينية: 凌洁) هي لاعبة جمباز فني صينية، ولدت في 22 أكتوبر 1982 في هنغيانغ في الصين.

## وصلات خارجية
- لينغ جي على موقع الاتحاد الدولي للجمباز (licence) (الإنجليزية)
- لينغ جي على موقع الاتحاد الدولي للجمباز (biography) (الإنجليزية)
- لينغ جي على موقع اللجنة الأولمبية الدولية (الإنجليزية)
- لينغ جي على موقع أوليمبيديا (الإنجليزية)
- لينغ جي على موقع اللجنة الأولمبية الصينية (الإنجليزية)